# Christian Winkler (Germanist)
Christian Winkler (* 18. März 1904 in Dresden; † 25. August 1988 in Marburg) war ein deutscher Germanist und Sprecherzieher sowie Mitbegründer der Sprechwissenschaft.

## Leben
Winklers Vater war Arzt und fiel im Ersten Weltkrieg. Sein älterer Bruder war Friedrich Winkler (1890–1972), Professor für Hygiene am Universitätsklinikum Halle (Saale) Nach dem Abitur an der Oberrealschule Dresden absolvierte Winkler eine Buchhandelslehre in Jena. Von 1926 bis 1930 widmete er sich dem Studium von Deutsch, Philosophie und Kunstgeschichte in Köln, Berlin, Würzburg, München und Erlangen. 1930 promovierte er bei Franz Saran an der Universität Erlangen mit der Dissertation „Elemente der Rede. Die Geschichte ihrer Theorie in Deutschland 1750–1850“. 1932 bestand er die Sprecherzieherprüfung bei Erich Drach in Berlin. Im selben Jahr trat er dem Deutschen Ausschuss für Sprechkunde und Sprecherziehung (DAfSuS) bei, aus dem später die Deutsche Gesellschaft für Sprechwissenschaft und Sprecherziehung (DGSS) hervorging.
Nach einer Tätigkeit als Lehrbeauftragter für Sprecherziehung am Lehrerinnenseminar und der Universität Basel wurde er 1935 Lektor für Sprechkunde an der Universität Göttingen. 1937 trat er der NSDAP bei. 1943 berief ihn die philosophische Fakultät der Universität Leipzig zum planmäßigen außerordentlichen Professor für Sprechkunde und Sprachpflege. Gleichzeitig wurde er zum Wehrdienst eingezogen. Nach Kriegsgefangenschaft und Arbeit als Linsenschleifer folgte 1949 die Entlastung durch die Spruchkammer Göttingen.
Von 1950 bis 1959 hatte er einen Lehrauftrag für Sprecherziehung an der Universität Marburg inne. Da Sprechkunde in Marburg nicht als wissenschaftliches Fach galt, wurde ihm die Habilitation verweigert. Zahlreiche Publikationen brachten ihm dennoch große Anerkennung in der Fachöffentlichkeit. 1959 wurde er zum Akademischen Rat an der Universität Marburg ernannt, später zum Akademischen Oberrat befördert. 1969 ging er in den Ruhestand.
Ab 1950 war er Vorstandsmitglied, von 1954 bis 1959 Erster Vorsitzender des Deutschen Ausschusses für Sprechkunde und Sprecherziehung. Dieser benannte sich 1964 in Deutsche Gesellschaft für Sprechkunde und Sprecherziehung (DGSS) um, deren wissenschaftlichem Beirat Winkler ab dessen Gründung 1965 angehörte. Die DGSS ernannte ihn 1984 zu ihrem Ehrenmitglied. Zudem gehörte Winkler ab 1953 dem Beraterausschuss des von Theodor Siebs begründeten Wörterbuchs Deutsche Aussprache an, bei der 19. Auflage (1969) war er Mitherausgeber. Auch an der 2. bis 4. Auflage der Duden-Grammatik (1959, 1973 und 1984) wirkte er mit.

## Schwerpunkte
1954 veröffentlichte Winkler die erste umfassende Literaturstudie zum Sprechen und zur gesprochenen Sprache („Deutsche Sprechkunde und Sprecherziehung“). Sie stützt sich auf Karl Bühlers Sprachtheorie sowie auf de Saussure, Cassirer und Humboldt. 1969 erschien sie in überarbeiteter Version.
Bereits in den dreißiger Jahren bediente sich Winkler moderner Tonaufnahmen (Schallplatten, später Tonbänder) und entwickelte Methoden zu ihrer Analyse. Seine empirischen Untersuchungen galten den Phänomenen der gesprochenen Sprache, insbesondere Pausen und Tonhöhenbewegungen, und ihrer syntaktischen und pragmatischen Funktion („Lesen als Sprachunterricht“, „Die Klanggestalt des Satzes“, „Untersuchungen zur Kadenzbildung“), dem Spracherwerb der Kinder („Zwei Bilderbücher von Hartmut“) und der Klanggestalt literarischer Texte („Gesprochene Dichtung“). In einer Zeit, wo statistische Verfahren in der deutschen Sprachwissenschaft kaum eingeführt waren, nahm Winkler (auf Anregung seines Bruders) Plausibilitätsabschätzungen vor.
Winkler verband seine wissenschaftliche Arbeit immer mit pädagogischen Zielen. Sein Handbuch zur gesprochenen Sprache („Deutsche Sprechkunde …“) umfasst einen pädagogischen Anhang („… und Sprecherziehung“). „Lesen als Sprachunterricht“ dagegen zum größeren Teil eine empirische Untersuchung der Klangformen gesprochener Sprache. In der 19. Auflage des „Siebs“ erstellte er vor allem das Aussprachewörterbuch. Ganz der damaligen Sprecherziehung diente das Büchlein „Lautreines Deutsch“.

## Schriften
- Elemente der Rede. Die Geschichte ihrer Theorie in Deutschland von 1750 bis 1850 (= Bausteine zur Geschichte der deutschen Literatur; Band XXXII). Max Niemeyer, Halle (Saale) 1931. Neudruck: Sändig-Reprint, Tübingen 1975.
- Sprechtechnik für Deutschschweizer. Bern, 1934.
- Lesen als Sprachunterricht. 3. Auflage, Henn, Ratingen 1962 [1940].
- Lautreines Deutsch. Übungsstoffe zur Grundausbildung im Sprechen. 6. Auflage, Westermann, Braunschweig 1969 [1950]
- mit Erika Essen: Deutsche Sprechkunde und Sprecherziehung. 2. Auflage, Schwann, Düsseldorf 1969 [1954].
- Gesprochene Dichtung. Textdeutung und Sprechanweisung. Düsseldorf, Schwann 1958.
- Die Klanggestalt des Satzes. In: Duden. Grammatik der deutschen Gegenwartssprache. 2. Auflage, Bibliographisches Institut, Mannheim 1959, S. 599–627.
- Zwei Bilderbücher von Hartmut. In: Westermanns Pädagogische Beiträge, Band 13 (1961), S. 85–99. Auch in: Hermann Helmers (Hrsg.): Zur Sprache des Kindes. Wissenschaftliche Buchgesellschaft, Darmstadt 1969, S. 326–352.
- mit Helmut de Boor, Hugo Moser (Hrsg.) Siebs – Deutsche Aussprache. Reine und gemäßigte Hochlautung mit Aussprachewörterbuch. 19. Auflage, de Gruyter, Berlin 1969.
- Untersuchungen zur Kadenzbildung in deutscher Rede. Hueber, Ismaning 1979.